# جنجال أباد
جنجال أباد (بالفارسية: جنجال‌آباد) هي مستوطنة تقع في Sangar Rural District في إيران. يقدر عدد سكانها بـ 148 نسمة .